# Dan Oestreicher
Daniel „Dan“ Oestreicher (* 30. September 1982) ist ein US-amerikanischer Jazzmusiker (Alt- und Baritonsaxophon, weitere Saxophone, auch Blockflöte, auch Komposition), der in der Musikszene von New Orleans aktiv ist.
Oestreicher spielte u. a. bei Trombone Shorty & Orleans Avenue, zu hören auf dessen Alben Backatown, For True und Parking Lot Symphony. Des Weiteren ist er Mitglied in einer Reihe von lokalen Formationen, wie Irvin Mayfields New Orleans Jazz Orchestra, The Other Planets, Magnetic Ear und Smoking Time Jazz Club. Im Laufe seiner Karriere arbeitete er außerdem in New Orleans mit James Singleton, Roger Lewis’s Baritone Quintet (in dem er allerdings Basssaxophon spielt), im The Naked Orchestra, bei Jonathan Freilich und mit seiner eigenen Formation The Diesel Combustion Orchestra. Mit Micha Acher und Johannes Enders sowie Howard Curtis entstand 2016 das Album Brookland Suite. Gemeinsam mit Jesse Morrow, Mikel Patrick Avery und Jeff Albert legte er 2021 das Album OMA(H)A vor. Als Studiomusiker ist er auch auf Aufnahmen von Eric Clapton, CeeLo Green, Mark Ronson und Rod Stewart zu hören.